# 大司命

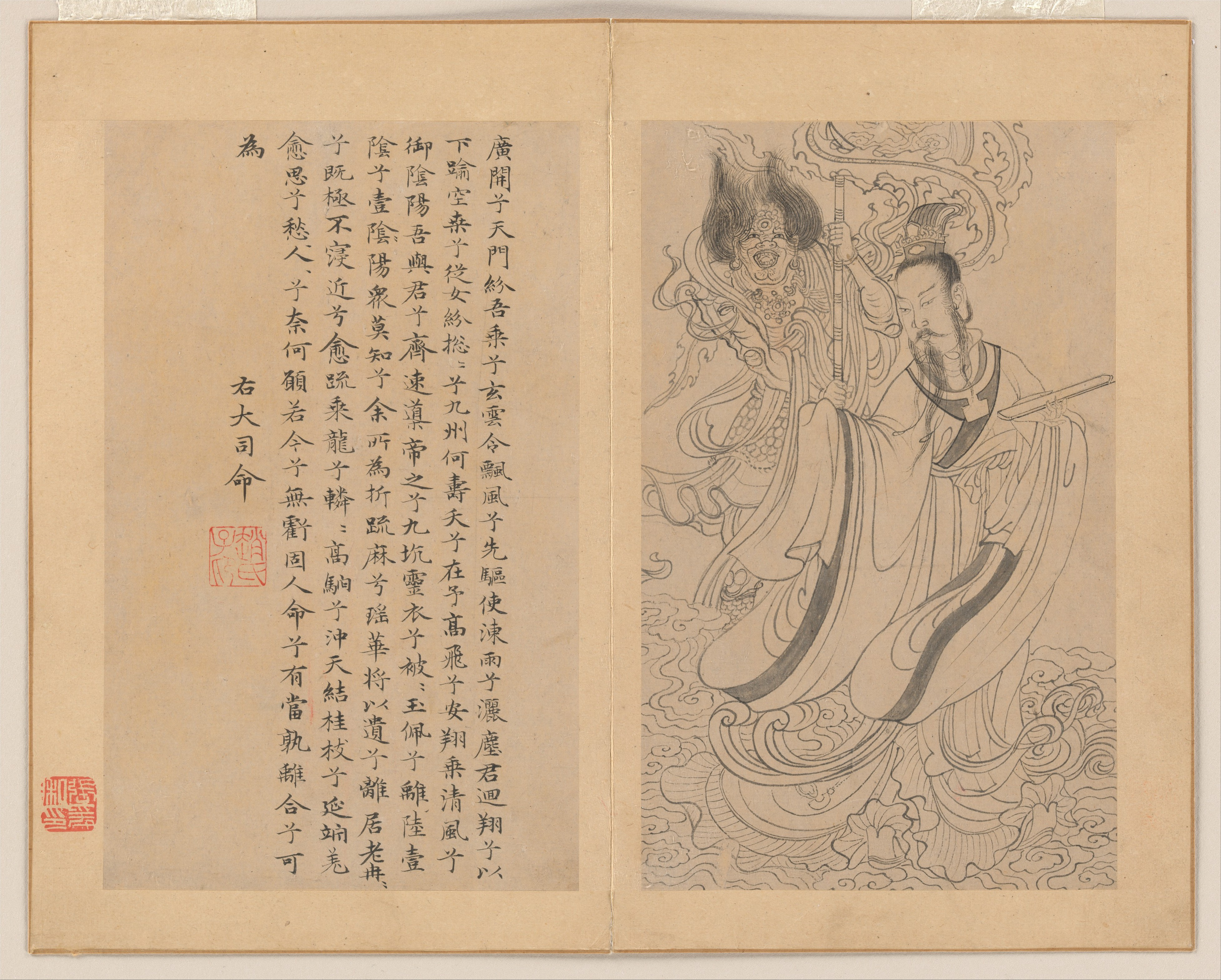
楚辞『九歌』、大司命

大司命（だいしめい）は、中国・楚の祭祀詩『楚辞』「九歌」に登場する生命と死を司る神格。人間の寿命を定める神として、巫女との対話形式で描写され、少司命と対となる存在として詩的祭祀劇を構成する。後世の道教神学への影響は限定的で。

## 『九歌』における定位
『九歌』（戦国時代成立）の「大司命」篇は、楚の巫覡が神霊を迎える祭祀儀礼を詩化したもの。王逸『楚辞章句』によれば、天帝直属の高位神と解され、以下の特徴を持つ：
- 天門を開き「陰陽の気」を操り、人間の寿命を裁定する超越的存在
- 「空桑（くうそう）」（伝説の神木）を従え、旋風と雲霓（うんげい）に乗って降臨
- 巫女との問答を通じ「老いゆく定め」への諦観と神威の不可抗力を象徴

## 詩的描写の分析

### 神格表現
- 空間性：天界と人間界を往来する「乗清気兮御陰陽」（清気に乗り陰陽を御す）の描写が神の超越性を強調
- 両義性：人間に寿命を授ける慈愛と、冷酷に命を奪う峻厳の二面性を併せ持つ
- 擬人化：神自ら「孰寿夭兮在予」（寿夭いずれかは我に在り）と宣言する劇的表現

### 少司命との対比
| 大司命                 | 少司命               |
| ---------------------- | -------------------- |
| 老年・死の管理         | 幼子・生の守護       |
| 厳格・孤高             | 優美・情愛的         |
| 抽象的な「定め」の象徴 | 具体的な子孫繁栄の神 |

（小南一郎『楚辞の神話学』による解釈を基に作成）

## 祭祀儀礼との関係
- 楚地の「儺（nuó）祭」における疫神払いの要素を反映するとの説（藤野岩友説）
- 神霊降臨の過程：「広開天門→神将降→逾空桑→霊衣翻曳→玉佩鏘鳴」の5段階構成
- 巫女（主祭者）との交感描写から、古代の「神婚儀礼」の痕跡を指摘する研究あり

## 後世への影響
- 六朝時代の志怪小説『捜神記』に「司命神」として言及
- 李白「古風」詩に「**大司命何遑々**」の引用例
- 日本では近世漢学者・皆川淇園が『九歌』注釈書で独自解釈を展開

## 研究史
- 日本における主な論考：
  - 青木正児「楚辞九歌の舞曲的結構」（1935） - 祭祀劇としての再構成試論
  - 星川清孝『楚辞の研究』（1961） - 大司命を「運命神」と規定
  - 竹治貞夫『楚辞釈文全釈』（1986） - 字義に基づく実証的解釈